# Akutní myeloidní leukemie
Akutní myeloidní leukemie (zkráceně AML) je druh nádorového onemocnění, které vzniká z myeloidní řady bílých krvinek. AML je nejčastější formou akutní leukemie u dospělých a má nejkratší dobu přežití. AML je charakterizovaná proliferací a akumulací blastů (myeloidních prekurzorů). Symptomy mohou zahrnovat únavu, dušnost, častou tvorbu modřin a krvácení.
Léčbou první volby AML je obvykle chemoterapie s cílem dosáhnout u pacienta remise. Následná léčba pacienta může zahrnovat další dávku chemoterapie nebo transplantaci kostní dřeně. Výběr léčby kromě jiného závisí na mutacích v rakovinných buňkách a kondici pacienta.

## Příznaky
Většina příznaků a symptomů AML je způsobena tím, že leukemické buňky vyplní prostor v kostní dřeni, kde poté již nezbývá místo pro normální krvetvorbu. Nedostatek normální tvorby bílých krvinek způsobuje, že jsou pacienti náchylnější k infekcím . Nízký počet červených krvinek (anémie) může způsobit únavu, bledost, dušnost a palpitace . Nedostatek krevních destiček může vést ke snadné tvorbě modřin, krvácení z nosu (epistaxe), petechiím) nebo drobnému krvácení při sebemenším poranění. Další příznaky mohou zahrnovat horečku, ztrátu hmotnosti a ztrátu chuti k jídlu .
U AML se může objevit mírné zvětšení sleziny, které je obvykle asymptomatické. Otok lymfatických uzlin je u většiny typů AML vzácný.
U některých pacientů s AML může dojít k otoku dásní v důsledku infiltrace dásní leukemickými buňkami. Postižení gastrointestinálního traktu a dýchacího traktu je u pacientů s AML méně časté. Před léčbou je důležité zjistit, zdali u pacienta nedošlo k postižení mozkových blan.

## Rizikové faktory
Z velké části je příčina onemocněním AML neznámá. Byla však identifikována řada rizikových faktorů pro rozvoj AML. Patří mezi ně jiné krevní poruchy, chemické expozice, ionizující záření a genetické rizikové faktory . Pokud pacient již dříve absolvoval chemoterapii, radioterapii nebo již prodělal jiné hematologické onemocnění, označuje se nynější onemocnění jako sekundární AML.

## Patofyziologie
Za normálních okolností se v kostní dřeni z kmenových buněk vyvíjí myeloblasty, které se pak dostávají do krevního řečiště kde diferencují v efektorové buňky (neutrofily, eosinofily, basofily, monocyty). Při AML dochází k akumulaci genetických mutací v myeloblastu, což vede k zastavení jeho maturace a nekontrolovatelnému množení. Genetické mutace také myeloblast chrání před apoptózou. Myeloblasty se začnou hromadit v kostní dřeni, odkud se pak dostávají i do periferní krve. Velká část heterogenity AML je způsobena tím, že leukemická transformace může nastat v řadě různých stádiích diferenciační dráhy. Na základě genetických abnormalit, jsou tvořeny moderní klasifikační systémy AML.

### Cytogenetika
Různé genetické mutace přítomné v blastech pacienta ovlivňují výsledky léčby a dobu přežití pacienta. Stanovení genetických abnormalit u AML je důležité pro výběr léčby a zařazení pacienta do příslušné rizikové skupiny. Pacienti spadají do tří rizikových skupin podle cytogenetického nálezu při stanovení diagnózy dle klasifikace ELN 2022:
1. příznivé riziko
2. střední riziko
3. nepříznivé riziko

Míra pětiletého přežití se u různých rizikových skupin výrazně liší.

## Epidemiologie
AML je relativně vzácné onemocnění. V České republice je diagnostikováno u několika set osob ročně – např. v roce 2015 to bylo 397 nových onemocnění.[nenalezeno v uvedeném zdroji]